# Maurice Boyau
Pour les articles homonymes, voir Boyau.
Maurice Boyau, plus tard renommé Joannès, né le 8 mai 1888 à Mustapha (aujourd’hui Sidi M'Hamed), en Algérie, et mort pour la France le 16 septembre 1918  à Mars-la-Tour (Meurthe-et-Moselle), est un as de l'aviation de la Première Guerre mondiale crédité de trente-cinq victoires aériennes homologuées, la plupart contre des ballons d'observation allemands Drachen.
Il est également international de rugby à XV avec six sélections, quatre en 1912 et deux en 1913 comme capitaine lors des deux derniers matches du dernier tournoi des Cinq Nations avant la déclaration de la Première Guerre mondiale.

## Biographie
Jean Paul Maurice Boyau naît le 8 mai 1888 à Mustapha (aujourd’hui Sidi M'Hamed), à l'époque en Algérie française ; il est le fils de Jean Boyau, entrepreneur de travaux publics landais originaire de Castets (Landes), et de Blanche Nouguier, originaire de Saint-Félix-de-Sorgues (Aveyron).
Maurice Boyau était le cousin de l'acteur de théâtre et de cinéma Pierre Laurel.

### Carrière sportive
a Compétitions nationales et continentales officielles uniquement.

b Matchs officiels uniquement.

#### Avant les hostilités
Passionné et doué pour tous les sports (1,81 m pour 75 kg), il pratique surtout le rugby à un haut niveau. Il joue au poste de troisième ligne aile ou troisième ligne centre d'abord à l'US Dax de 1907 à 1909 – dont le stade porte actuellement son nom depuis 2001 et où une statue fut érigée en son honneur en 1924, – puis au Stade bordelais pendant cinq ans jusqu'en 1914, avant de rejoindre pendant la guerre de 1914-1918 la région parisienne, avec un passage d'un an à Versailles suivi de deux saisons au Racing Club de France de 1916 à 1918. Il est aussi l'un des plus grands internationaux de l'époque (essentiellement alors aux côtés de Marcel Communeau et Fernand Forgues).
À la veille de la Première Guerre mondiale, son palmarès comprend :
- en 1911 un titre de champion de France de rugby à XV avec le Stade bordelais qui remporte le 9 avril sa septième et dernière finale[18],[L'A 1],[LeF 1] ;
- 6 sélections en équipe de France : 4 en 1912 et 2 en 1913 comme capitaine lors des deux derniers matches du dernier tournoi des Cinq Nations avant la déclaration de guerre[Note 3].

| Date             | Lieu                     | Compétition  | Match                    | Score | Points               |
| ---------------- | ------------------------ | ------------ | ------------------------ | ----- | -------------------- |
| 1er janvier 1912 | Paris (Parc des Princes) | Cinq Nations | France - Irlande,        | 6-11  | -                    |
| 20 janvier 1912  | Édimbourg                | Cinq Nations | Écosse - France,         | 31-3  | -                    |
| 25 mars 1912     | Newport                  | Cinq Nations | Pays de Galles - France, | 14-8  | 2 (1 transformation) |
| 8 avril 1912     | Paris (Parc des Princes) | Cinq Nations | France - Angleterre,     | 8-18  | 2 (1 transformation) |
| 27 février 1913  | Paris (Parc des Princes) | Cinq Nations | France - Pays de Galles, | 8-11  | -                    |
| 24 mars 1913     | Cork                     | Cinq Nations | Irlande - France,        | 24-0  | -                    |

#### Durant les hostilités
Pendant les hostilités, à chaque fois qu'il en a le loisir, Boyau continue à pratiquer son sport favori d'abord au Rugby Club de Versailles lorsqu'il est pilote-instructeur à l'école d'aviation de Buc, puis, à partir de 1916, au Racing Club de France avec lequel il remporte notamment le 28 avril 1918 au Stade du Matin à Colombes la Coupe de l'Espérance,.
L'Union des sociétés françaises de sports athlétiques (USFSA), dont la commission du « football-rugby » est présidée par Charles Brennus, organise le 8 avril 1917 à la piste municipale de Vincennes un match de rugby entre une équipe de soldats français composée d'internationaux d'avant-guerre, engagés sur le front, et une équipe néo-zélandaise composée pareillement d'internationaux néo-zélandais qui combattent sur les champs de bataille de la Somme.
Avec la présence dans ses rangs des internationaux Dutour, Lacoste, Jauréguy, Hedembaigt, Forgues, Domercq, l'équipe française sélectionnée par l'USFSA et rassemblée la veille seulement est censée opposer aux rudes joueurs néo-zélandais pour le moins une solide défense et ne peut certainement pas prétendre à une victoire, car, dans son ensemble, elle ne présente pas la cohésion que l'on trouvera dans le camp des NZEF,.
Ces craintes sont avérées puisque les néo-zélandais l'emportent aisément sur le score sans appel 40-0,, Maurice Boyau qui commande l'équipe française occupant pour l'occasion le poste de demi d'ouverture.
| Date         | Lieu                          | Match         | Score | Points |
| ------------ | ----------------------------- | ------------- | ----- | ------ |
| 8 avril 1917 | piste municipale de Vincennes | France - NZEF | 0-40  | -      |

À l'issue du match, le trophée Coupe de la Somme (en) offert par Le Journal est remis à l’équipe néo-zélandaise : trophée de circonstance, puisqu'il s'agit d'un bronze représentant un combattant français lançant une grenade, modelé par Georges Chauvel quelque temps plus tôt, lors d’un congé de convalescence obtenu à la suite d’une blessure reçue sur le front.
L'année suivante, le 12 février 1918 jour du mardi gras, Maurice Boyau est capitaine de l'équipe de l'armée française qui affronte au Parc des Princes l'équipe de l'Artillerie d'assaut anglaise des Tanks, formée de soldats mobilisés au front venant de diverses nations du Royaume-Uni et qui compte dans ses rangs cinq internationaux dont un colonel qui joue trois-quarts centre.
L'équipe française n'est pas, comme l'équipe de l'armée néo-zélandaise, une équipe de "l'armée française" mais bel et bien une équipe de France réunie par l'USFSA, ce qui explique la présence de Charles Brennus sur les photos. Ce dernier œuvre précisément pour affirmer la primauté de l'USFSA sur le rugby quand certains ministères souhaiteraient reprendre la main sur le sport français. Cela débouchera, à l'issue de la guerre, par la création de fédérations indépendantes, le 13 mai 1919 la Fédération française de rugby (FFR) et le 7 avril 1919 la Fédération française de football.
La liste des neuf matchs internationaux pour lesquels l'USFSA a décerné le titre d'« international de guerre » comprend 56 joueurs.
| Date            | Lieu                          | Match                      | Score |
| --------------- | ----------------------------- | -------------------------- | ----- |
| 8 avril 1917    | piste municipale de Vincennes | France - NZEF              | 0-40  |
| 17 février 1918 | Paris (Parc des Princes)      | France - NZEF              | 3-5   |
| 27 octobre 1918 | Paris (Parc des Princes)      | France - NZEF              | 0-14  |
| 19 janvier 1919 | Paris (Parc des Princes)      | France - Australie (ANZAC) | 0-3   |
| 19 avril 1919   | Twickenham                    | NZEF - France              | 20-3  |
| 4 mai 1919      | Colombes                      | France - NZEF              | 10-16 |
| 11 mai 1919     | Toulouse                      | France - NZEF              | 13-14 |
| 23 juin 1919    | Colombes                      | France - Roumanie          | 50-5  |
| 29 juin 1919    | Colombes                      | France - USA               | 8-3   |

Le match du 12 février 1918 – qui ne compte pas comme match international de guerre – voit, après une partie des plus intéressantes et remarquablement bien jouée, la victoire de l'équipe française qui l'emporte 15-14 dans les dernières minutes grâce à un essai comme seul Géo André sait les marquer. Il constitue un excellent prologue à la rencontre avec les néo-zélandais programmée le 17 février 1918 au Parc des Princes ; à l'issue de la rencontre est communiquée la composition de l'équipe qui affrontera les NZEF et dont le capitanat est toujours confié à Maurice Boyau.
Boyau ne peut honorer sa sélection moins de huit jours plus tard. La France perd encore la rencontre, mais avec les honneurs – de deux points seulement ! – et grâce à une défense héroïque,.
Un match de rugby avait été prévu avant sa disparition dans lequel Maurice Boyau aurait occupé une fois de plus la place de capitaine de l'équipe du Racing. La partie est jouée malgré tout en septembre 1918, mais ses camarades, refusant de remplacer leur capitaine, laissent sa place vide et la disputent à quatorze.

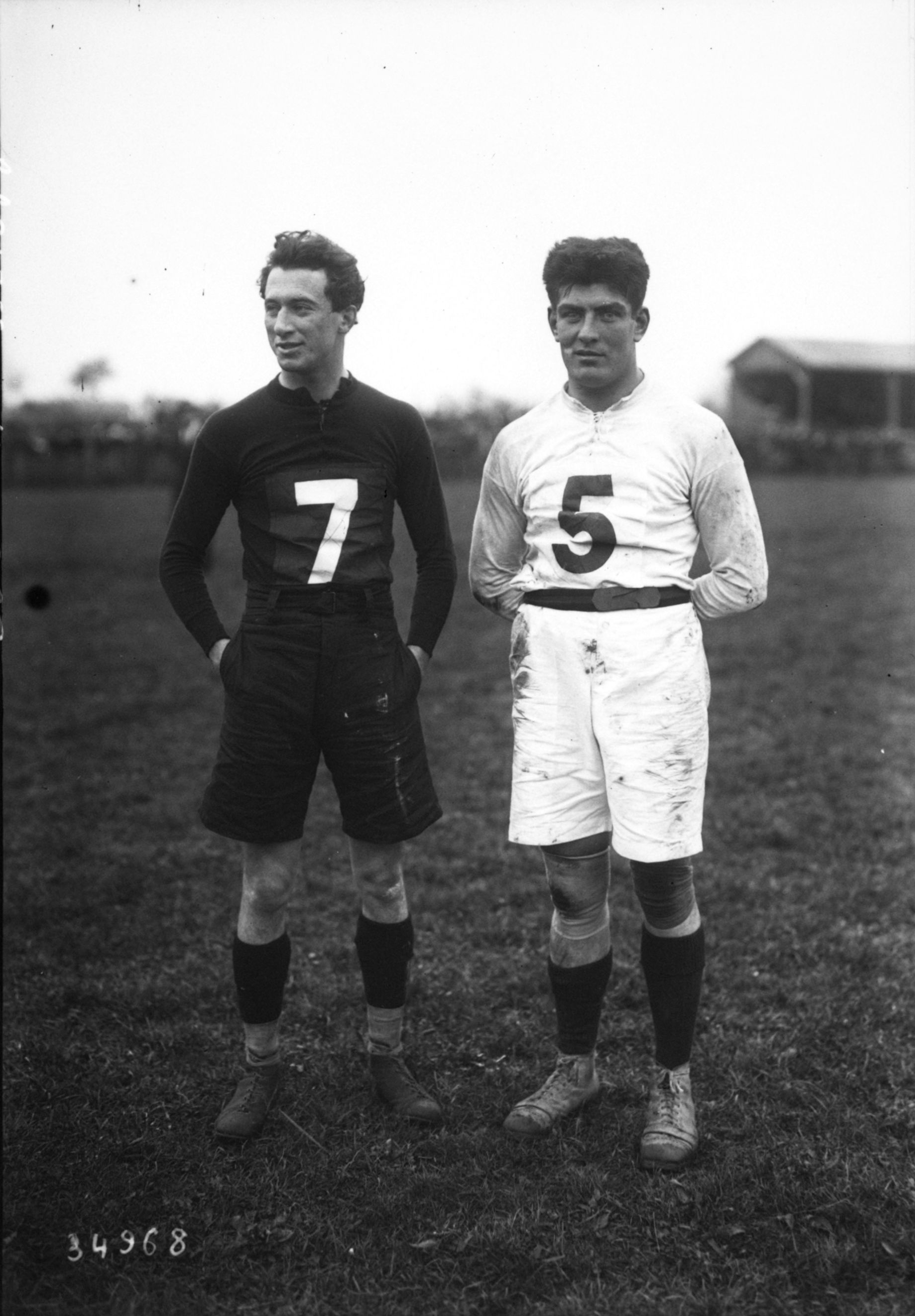
Maurice Boyau et Pierre Mounicq (1913)
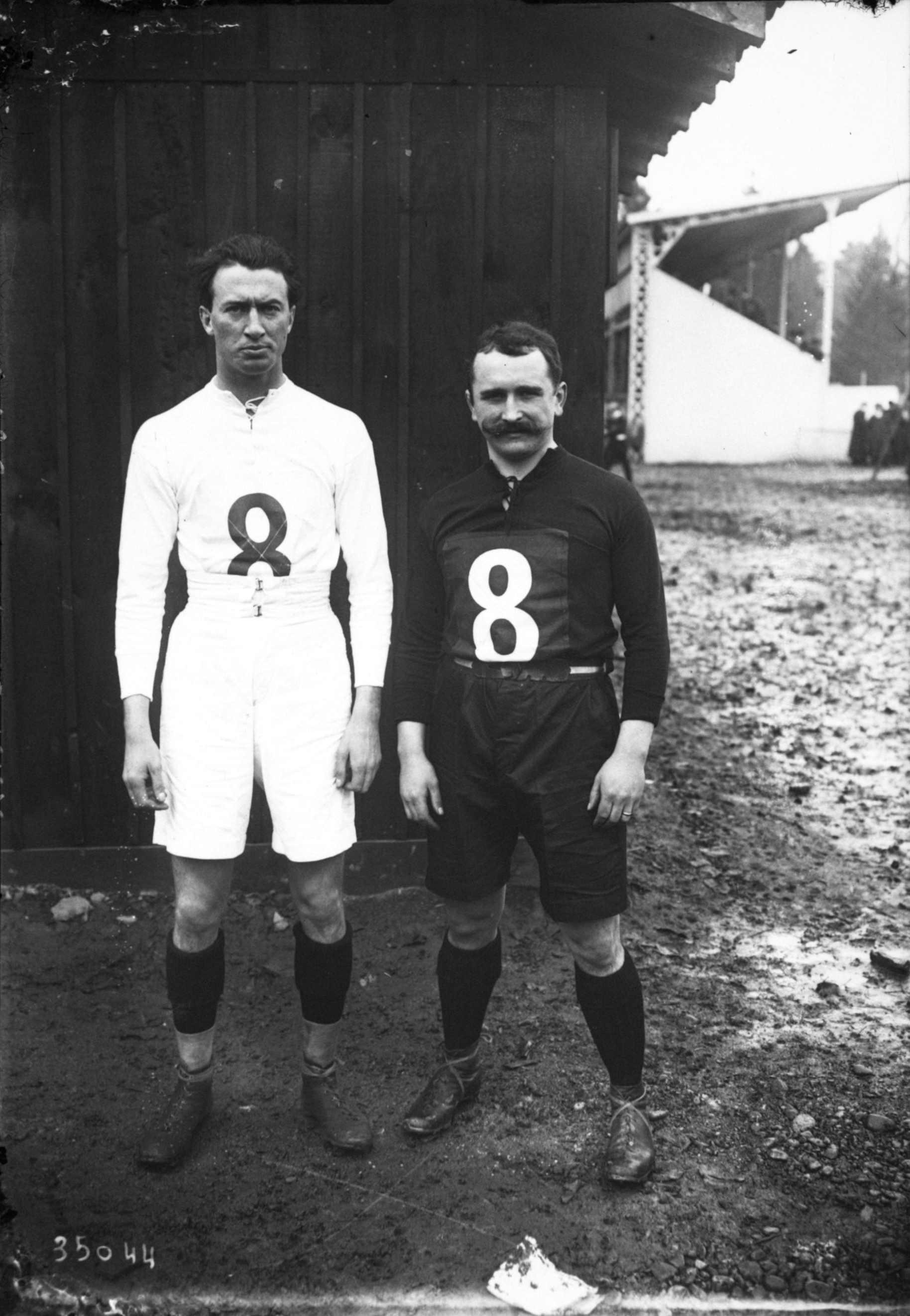
Maurice Boyau et Victor Bernicha (1913)
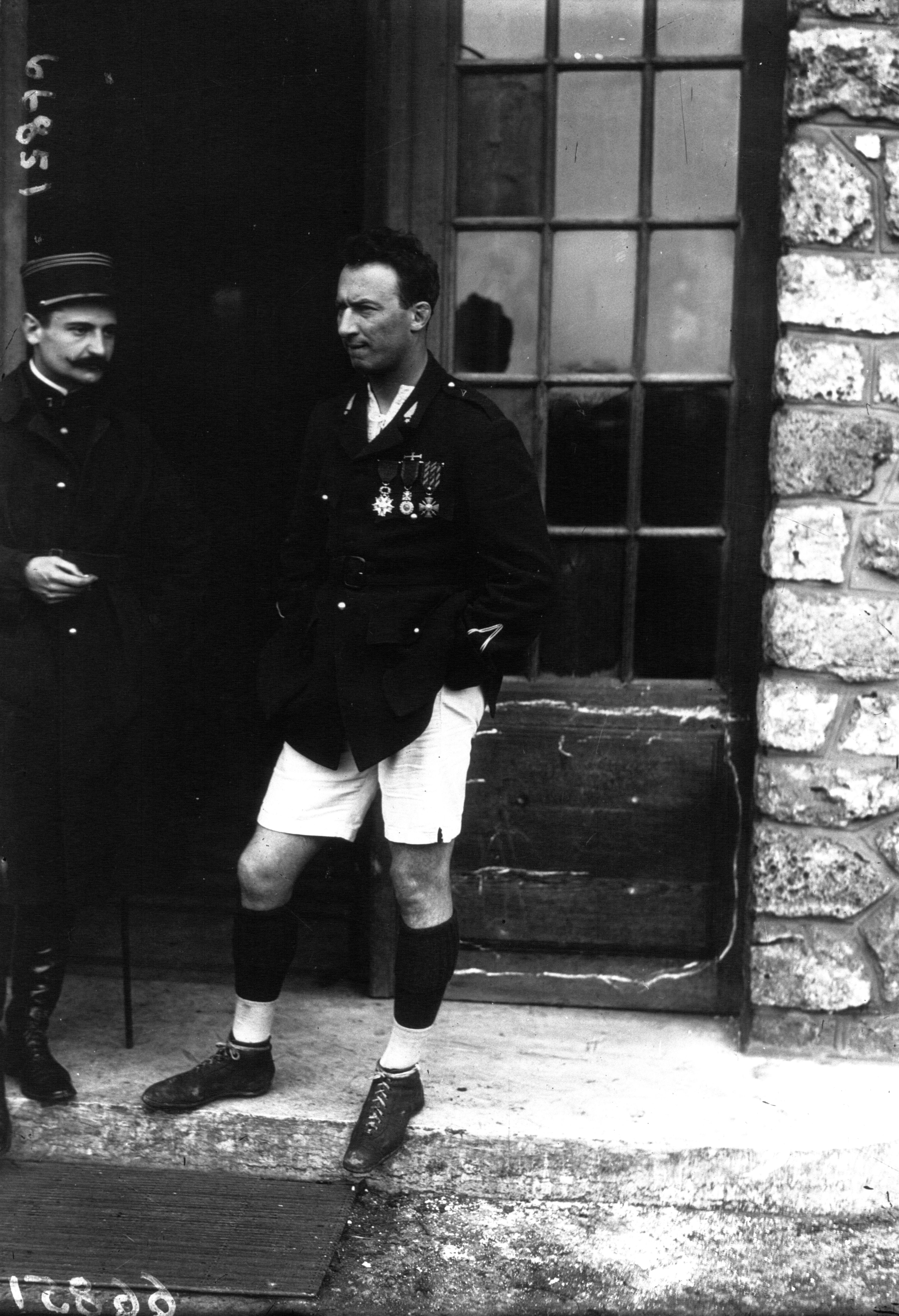
Maurice Boyau à Colombes en 1918, arborant à la fois sa tenue sportive et sa veste d'aviateur décoré.
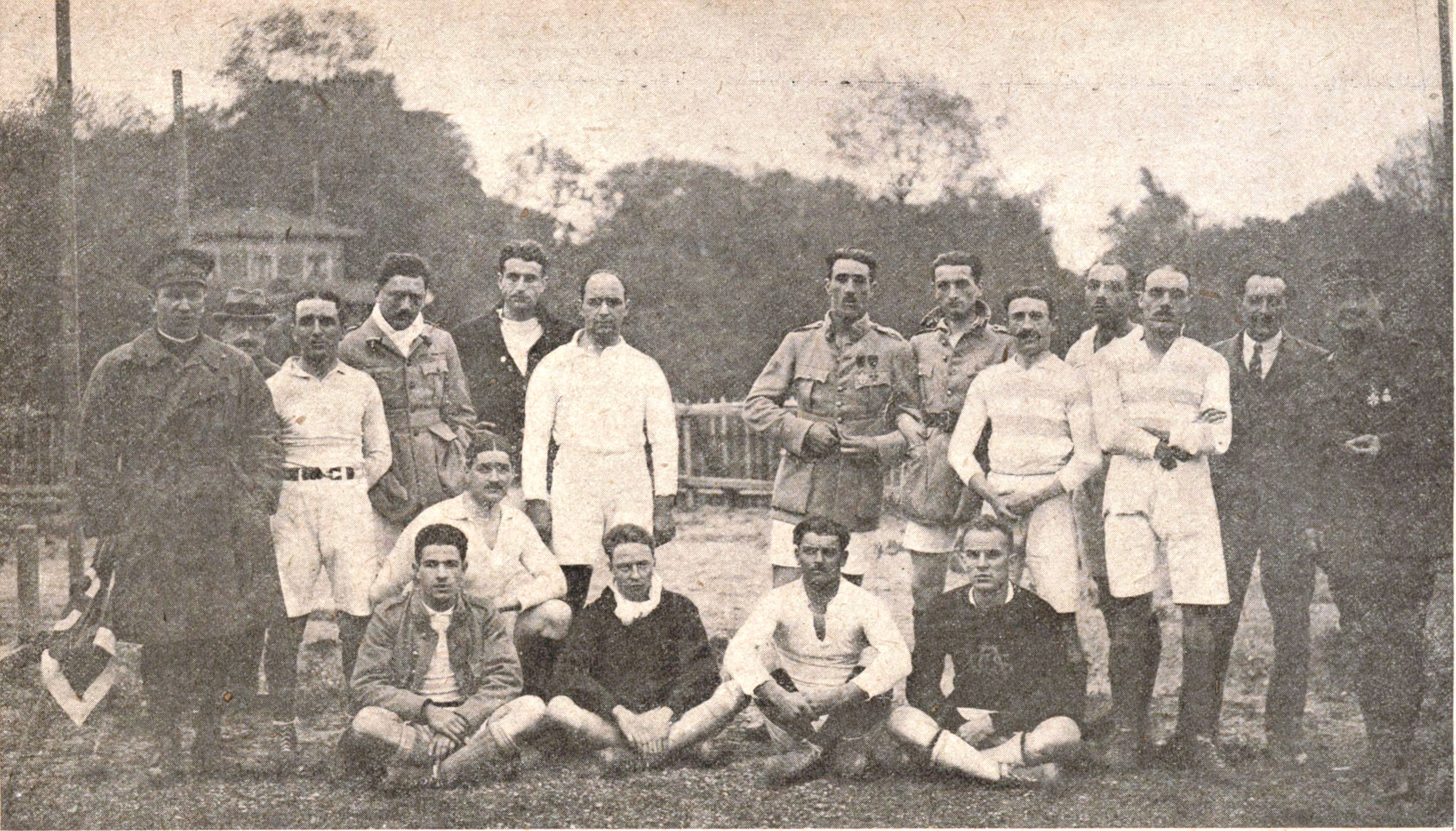
Le match des 14 de septembre 1918
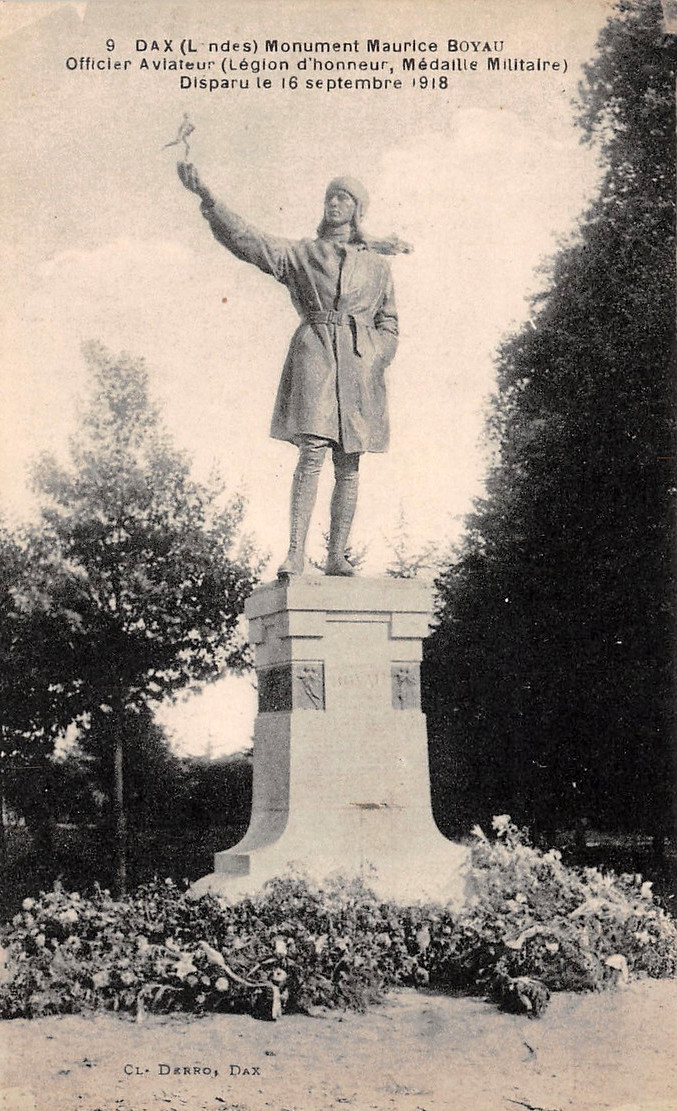
Dax - Mémorial Maurice Boyau
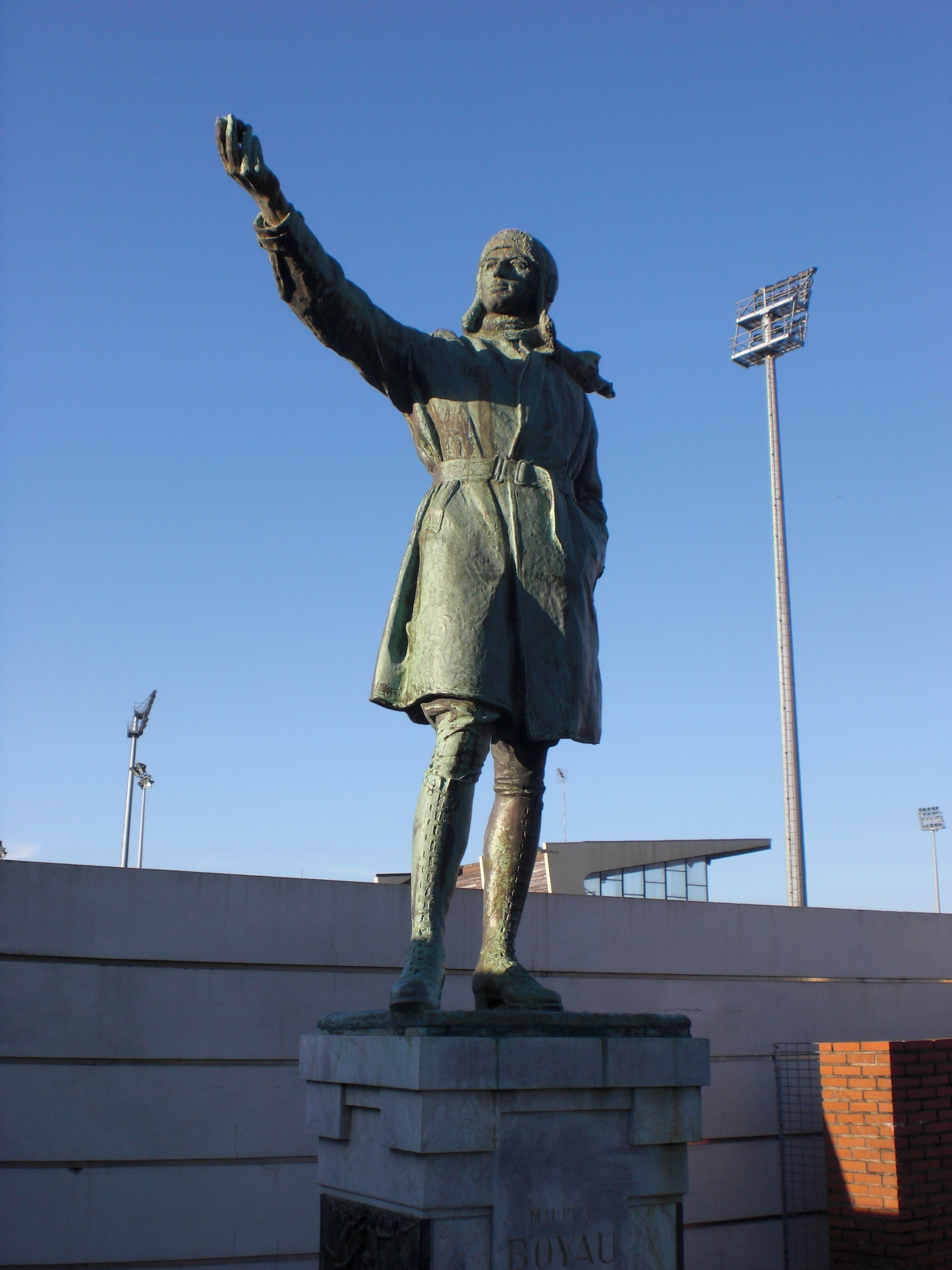
Statue de Maurice Boyau devant le stade de Dax

### Première Guerre mondiale

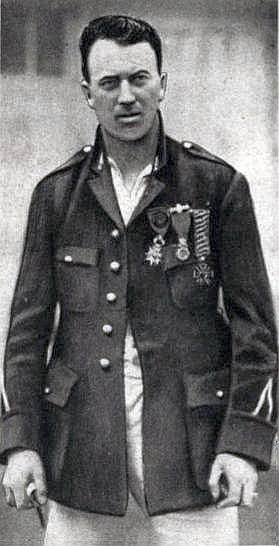
Maurice Boyau en 1918.

Maurice Boyau est mobilisé au 37e régiment d'infanterie coloniale comme simple soldat lorsque la guerre éclate (décret du 1er août 1914) et combat avec lui dans les Vosges. Il est ensuite muté le 26 octobre 1914 au 8e escadron de train des équipages, où il officie comme conducteur d'automobiles, pendant environ un an, avant d'être détaché le 26 novembre 1915 au 1er groupe d'aviation de Longvic, pour suivre une formation de pilote,.
Il reçoit son brevet de pilote militaire le 28 novembre 1915 à l'école de pilotage de Buc et est nommé brigadier le 3 février 1916. Ses connaissances techniques et ses talents de meneur d'hommes incitent les autorités militaires à l'affecter comme pilote-instructeur d'abord à l'école d'aviation de Pau puis à celle de Buc où il est détaché le 1er août 1916.
Maurice Boyau insiste pour rejoindre une unité de combat. Sa demande est entendue et, le 19 septembre 1916, il rejoint – il est alors caporal – l'Escadrille N 77, plus tard surnommée par le journaliste Jacques Mortane « Escadrille sportive » en raison du grand nombre d'athlètes dans ses rangs,. Il y passe le reste de la guerre.
L'escadrille N 77, à sa création, n'a pas d'insigne propre et les pilotes décorent leur appareil d'un insigne personnel. Boyau décore son Nieuport d'un grand teckel dont le corps s'étend sur toute la longueur du fuselage,.
Le 20 décembre 1916, il est promu au grade de maréchal des logis. Le 16 mars 1917, il remporte sa première victoire contre un Aviatik, qui vient d'abattre son camarade Raymond Havet sous ses yeux. Malgré ce succès, Boyau trouve que vraiment « ça manque de Boches » dans la région. Il médite des projets audacieux. Il demande l'autorisation d'aller lancer quelques bombes chez l'ennemi sur avion de chasse. On commence par sourire, mais on finit par comprendre.
Le sergent Boyau obtient les obus nécessaires et, le 23 mars 1917, s'en va avec le sergent Boillot, frère du champion de course automobile, attaquer l'aérodrome de Marimbois, près de Thiaucourt-Regniéville. Lancés à 150 km/h, ils descendent à 220 mètres du sol et laissent tomber leurs projectiles. L'effet est immédiat : des réserves d'essence sont incendiées, les hangars s'effondrent en flammes. Cet exploit lui vaut la citation suivante : « Le 16 mars 1917, a abattu un avion allemand dans les lignes ennemies. Le 23 mars, est descendu à moins de 250 mètres sur des hangars d'aviation ennemis et les a bombardés avec plein succès ».
Le 1er juin 1917, l'Escadrille N77 est rééquipée avec des SPAD plus performants, elle change de nom et devient l'Escadrille Spa77.
Le 3 juin 1917, il partage sa première victoire contre un ballon avec son compagnon d'armes, un autre grand as Gilbert Sardier, au-dessus de Géline sur la commune d'Hoéville,. Le 5 juin 1917, alors qu'il vient d'incendier son deuxième ballon, son moteur cale alors qu'il redresse de son piqué et il se pose en vol plané dans un champ situé dans les lignes allemandes. Alors que deux automitrailleuses allemandes approchent pour le capturer, son moteur redémarre et il décolle sous le nez de ses poursuivants. Selon le témoignage de son camarade d'escadrille Henri Decoin qui le rapporte au journaliste Jacques Mortane, Boyau « se penche hors de la carlingue, accuse un virage et de sa main gantée de fourrure leur fait de toutes ses forces le geste caractérisé par l’un de nos plus fougueux académiciens… » (geste qui est très probablement un doigt d'honneur),.
Ces divers succès valent au futur as une citation : « Pilote de chasse de grande valeur. Le 3 juin 1917, a attaqué un premier drachen qui est tombé en flammes, en a attaqué un deuxième, contraignant l'observateur à sauter en parachute » et, pour prendre rang du 27 juin 1917, la médaille militaire : « Pilote de chasse d'une audacieuse bravoure. Trois fois cité à l'ordre, compte à son actif un avion et un drachen ennemi abattus. Le 5 juin 1917, a de nouveau détruit un drachen. Contraint d'atterrir en territoire ennemi, a remis son appareil en marche sous le feu d'autos mitrailleuses et a passé les lignes à 200 mètres d'altitude ».
Le 24 juin, c'est un doublé, le premier : Boyau incendie un drachen avec le sergent Boillot et le sous-lieutenant d'Hautefeuille et, pour porter secours à un camarade, abat un avion ennemi, pris dans 
un groupe de cinq : « Le 24 juin 1917, après l'attaque réussie d'un drachen, a attaqué un groupe de cinq avions ennemis, a abattu l'un d'eux, puis a réussi à dégager un de nos avions sérieusement menacé ».
La sixième victoire arrive le 13 juillet, un avion au-dessus de Nancy : « Pilote hors ligne. Chaque jour, en monoplace, chasse, bombarde, photographie. Le 13 juillet 1917, a abattu un avion allemand 
(5e victoire remportée par ce pilote). »
Maurice Boyau remporte ses dix premières victoires aériennes entre mars et septembre 1917, dont six contre des ballons d'observation, ce qui lui vaut l'honneur d'être mentionné dans le communiqué des armées du 10 octobre 1917. Le 1er octobre 1917, il abat un biplace allemand au nord de Champenoux, pour sa onzième victoire et est nommé sous-lieutenant à titre temporaire le 6 octobre. Il est fin 1917 l'as des as français dans la spécialité de la chasse aux ballons d'observation.
Au printemps de 1918, Boyau équipe son SPAD XIII de fusées Le Prieur, des roquettes air-air pour abattre des ballons. Avec cet équipement remporte d'autres victoires à l'été 1918 : quatre en juin, neuf en juillet, et trois en août.
Entre le 14 et le 16 septembre 1918, il abat ses quatre derniers ballons et porte à trente-cinq le nombre de ses victoires homologuées, ce qui fait de lui le 5e As français de la Grande Guerre.
Il disparaît le 16 septembre 1918 au-dessus de Mars-la-Tour, au cours d'un combat aérien dont la victoire est attribuée par les allemands à l'as Georg von Hantelmann du Jasta 15. Les causes exactes de sa mort demeurent incertaines. Boyau pourrait également avoir été victime de tirs d'artillerie allemands. Ni son avion ni son corps ne sont retrouvés.
Un match de rugby avait été prévu auparavant dans lequel Boyau aurait occupé une fois de plus la place de capitaine de l'équipe du Racing. La partie est jouée malgré tout ; ses camarades, refusant de remplacer leur capitaine, la disputent à quatorze.

Le 23 octobre 1918, il est fait officier de la Légion d'honneur pour prendre rang du 12 août 1918, avec la citation suivante,, :

« Pilote d'une incomparable bravoure dont les merveilleuses qualités physiques sont mises en action par l'âme la plus belle et la volonté la plus haute. Officier magnifique, animé d'un admirable esprit de sacrifice, fournit, chaque jour avec la même simplicité souriante un nouvel exploit, qui dépasse le précédent. A excellé dans toutes les branches de l'aviation, reconnaissances, photographies en monoplaces, bombardement à faible altitude, attaques des troupes à terre, et s'est classé rapidement parmi les premiers pilotes de chasse. A remporté vingt-sept victoires, les douze dernières en moins d'un mois, en abattant seize drachens et onze avions ennemis. Médaillés militaire et chevalier de la Légion d'honneur pour faits de guerre. Onze citations. »

## Chronologie des victoires
Muarice Boyau est crédité de 35 victoires homologuées dont 22 sur les ballons d'observation allemands drachens plus une victoire non homologuée.
| Victoire n° | Date              | Escadrille | Aéronef abattu | Lieu du combat                                | Participation                                                                 |
| ----------- | ----------------- | ---------- | -------------- | --------------------------------------------- | ----------------------------------------------------------------------------- |
| 1           | 16 mars 1917      | N 77       | Aviatik        | sud Thiaucourt (Meurthe-et-Moselle)           | SGT Maurice Boyau                                                             |
| 2           | 3 juin 1917       | N 77       | Drachen        | Géline, Hoéville (Meurthe-et-Moselle)         | SGT Maurice Boyau MDL Gilbert Sardier                                         |
| 3           | 5 juin 1917       | N 77       | Drachen        | Moussey (Moselle)                             | SGT Maurice Boyau                                                             |
| 4           | 24 juin 1917      | N 77       | Drachen        | Goin (Moselle)                                | SGT Maurice Boyau SLT Charles Boudoux d'Hautefeuille SGT André Boillot        |
| 5           | 24 juin 1917      | N 77       | Scout          | Goin-Chérisey (Moselle)                       | SGT Maurice Boyau                                                             |
| 6           | 13 juillet 1917   | N 77       | LVG C          | Coin-sur-Seille (Moselle)                     | ADJ Maurice Boyau SLT Charles Boudoux d'Hautefeuille                          |
| 7           | 26 août 1917      | N 77       | Drachen        | Juvelize-Bourdonnay (Moselle)                 | ADJ Maurice Boyau                                                             |
| 8           | 16 septembre 1917 | N 77       | Drachen        | la Haie Vauthier, Gogney (Meurthe-et-Moselle) | ADJ Maurice Boyau SLT Henri Reboug                                            |
| 9           | 22 septembre 1917 | N 77       | Drachen        | Cirey-Bertrambois (Meurthe-et-Moselle)        | ADJ Maurice Boyau SLT Henri Reboug                                            |
| 10          | 23 septembre 1917 | N 77       | Biplace        | Coincourt (Meurthe-et-Moselle)                | ADJ Maurice Boyau                                                             |
| 11          | 1er octobre 1917  | SPA 77     | Biplace        | nord de Champenoux (Meurthe-et-Moselle)       | ADJ Maurice Boyau SLT Charles Boudoux d'Hautefeuille CNE Guy Tourangin (N 89) |
| 12          | 3 janvier 1918    | SPA 77     | Drachen        | Beney (Meuse)                                 | SLT Maurice Boyau                                                             |
| 13          | 20 février 1918   | SPA 77     | Drachen        | Vaxy (Moselle)                                | SLT Maurice Boyau SLT Gilbert Sardier                                         |
| 14          | 29 mai 1918       | SPA 77     | Drachen        | Bois de Bole                                  | SLT Maurice Boyau                                                             |
| 15          | 29 mai 1918       | SPA 77     | Albatros D.V   | Ville-en-Tardenois (Marne)                    | SLT Maurice Boyau SLT Gilbert Sardier                                         |
| NH          | 29 mai 1918       | SPA 77     | Albatros       | -                                             | SLT Maurice Boyau                                                             |
| 16          | 1er juin 1918     | SPA 77     | Pfalz          | Épieds (Aisne)                                | SLT Maurice Boyau                                                             |
| 17          | 4 juin 1918       | SPA 77     | Drachen        | -                                             | SLT Maurice Boyau SLT Gilbert Sardier                                         |
| 18          | 4 juin 1918       | SPA 77     | Drachen        | -                                             | SLT Maurice Boyau SLT Gilbert Sardier                                         |
| 19          | 27 juin 1918      | SPA 77     | Drachen        | -                                             | SLT Maurice Boyau                                                             |
| 20          | 1er juillet 1918  | SPA 77     | Drachen        | -                                             | SLT Maurice Boyau SLT Marcel Haegelen (SPA 100)                               |
| 21          | 1er juillet 1918  | SPA 77     | Drachen        | -                                             | SLT Maurice Boyau                                                             |
| 22          | 5 juillet 1918    | SPA 77     | Drachen        | -                                             | SLT Maurice Boyau                                                             |
| 23          | 15 juillet 1918   | SPA 77     | Fokker D.VII   | sud-est Dormans (Marne)                       | SLT Maurice Boyau                                                             |
| 24          | 17 juillet 1918   | SPA 77     | Avion          | nord-est Nesle-le-Repons (Marne)              | SLT Maurice Boyau                                                             |
| 25          | 21 juillet 1918   | SPA 77     | Avion          | sud Soissons (Aisne)                          | SLT Maurice Boyau                                                             |
| 26          | 22 juillet 1918   | SPA 77     | Drachen        | -                                             | SLT Maurice Boyau ADJ Francis Guerrier                                        |
| 27          | 22 juillet 1918   | SPA 77     | Drachen        | -                                             | SLT Maurice Boyau ADJ Francis Guerrier                                        |
| 28          | 22 juillet 1918   | SPA 77     | Avion          | Fresnes (Aisne)                               | SLT Maurice Boyau                                                             |
| 29          | 8 août 1918       | SPA 77     | Rumpler C      | Ressons-sur-Matz (Oise)                       | SLT Maurice Boyau MDL Antoine Lentz-Mitchell                                  |
| 30          | 8 août 1918       | SPA 77     | Avion          | Piennes-Onvillers (Somme)                     | SLT Maurice Boyau                                                             |
| 31          | 8 août 1918       | SPA 77     | Drachen        | Cury                                          | SLT Maurice Boyau                                                             |
| 32          | 14 septembre 1918 | SPA 77     | Drachen        | Étraye (Meuse)                                | SLT Maurice Boyau CPL Edward Corsi SLT Marcel Haegelen (SPA 100)              |
| 33          | 15 septembre 1918 | SPA 77     | Drachen        | Foulcrey (Moselle)                            | SLT Maurice Boyau LTN Henri Decoin SLT Yves Barbaza ADC Émile Strohl          |
| 34          | 15 septembre 1918 | SPA 77     | Drachen        | la Haie des Allemands, Lucy (Moselle)         | SLT Maurice Boyau LTN Henri Decoin SLT Yves Barbaza ADC Émile Strohl          |
| 35          | 16 septembre 1918 | SPA 77     | Drachen        | Méréville (Meurthe-et-Moselle)                | SLT Maurice Boyau ASP Cessieux                                                |

## Distinctions et hommages

### Décorations
- Officier de la Légion d'honneur[1]
- Médaille militaire[2]
- Croix de guerre 1914–1918

### Hommages
En 1924 un trois-mâts de 132 tonneaux portant le nom de Lieutenant Boyau fut construit aux chantiers de Binic. François Monnier  négociant en morue  à Saint-Pierre-et-Miquelon le revendit en  1932 à la société de grande pêche de Gravelines. Parti en campagne de la pêche à la morue en Islande le 18 février 1935 il coule le 7 avril 1935. L'équipage est sauvé par le seul courage du matelot Adolphe Laurent qui se jettera dans les eaux glacée afin d'établir un va-et- vient et sauver les 18  membres de l'équipage.
Le stade omnisports de Dax, stade résident de l'Union sportive dacquoise où Maurice Boyau a joué de 1907 à 1909, porte son nom. Cachée en 1939-1945, sa statue qui trône devant le stade est de nouveau complète depuis le 16 septembre 2018.
À l'occasion des commémorations de la Première Guerre mondiale, l'école du village de Saint-Félix-de-Sorgues (Aveyron), d'où est originaire la mère de l'aviateur, est baptisée « École Maurice-Boyau » le 16 septembre 2018, jour anniversaire du centenaire de sa mort,.
Une rue de Gravelines porte le nom de Lieutenant Boyau.